# 毛嚢炎
毛嚢炎（もうのうえん、英: folliculitis）とは、細菌感染症の一種。古くは疔（ちょう）とも呼ばれてきたが、現代医療現場では毛嚢炎と呼ぶのが一般的である。

## 解説
1本或いは数本の毛の根元が、小さな白ニキビのような状態になる。毛穴より下にある髪の毛を取り囲む組織の浅い部分だけに生じることもあれば、皮膚のさらに深い構造部にまで及ぶ事もある。皮膚の衛生状態が悪い人、慢性の皮膚病罹患者、鼻腔にブドウ球菌がいる人などは、当該疾患や皮膚膿瘍を起こしやすいとされている。糖尿病の人に好発するが、免疫機能の低下、肥満、高齢も危険因子である。原因が不明なまま、感染を繰り返す事もある。

### 原因
原因となる病原体は黄色ブドウ球菌であることが多く、表皮の小さな引っ掻き傷や刺し傷などから内部に入る事もあるとされるが、多くの場合は細菌の侵入口は不明である。また、不十分な塩素処理の温水浴槽、ジャグジーバスなどに入った後に緑膿菌が原因となってこの疾患が生じる事があり、温浴毛包炎、温浴皮膚炎などと呼ばれる。マラセチア属菌の「Malassezia globosa」が主因菌種である場合は、マラセチア毛包炎として区別される。

### 治療
消毒薬を含む液体せっけんで皮膚を洗う、抗生物質の外用または内服が必要である。また、深部に及ぶ病変の際は、外科的治療方法として皮膚切開を行い抗生物質を使用する。但し、薬剤耐性を有した原因菌も考慮し使用する薬剤が選択される。
- 代表的な治療薬
  - 外用：クロラムフェニコール、ゲンタマイシン、硫酸コリマイシン、フラジオマイシン硫酸塩、ジクロキサシリン（dicloxacillin）、セファレキシン
  - 内用：ニューキノロン系[3]、ペネム系

## 類似の疾患
- 鬚毛部仮性毛包炎 - 髭や体毛を剃る際に、髭が丸まって皮膚の中に入り発育し（内方発育毛）、細菌感染を起こしていないのに炎症を起こすことがある。この様な毛包炎は髭（体毛）による偽毛包炎と呼ばれる。